# Macartney-Mission

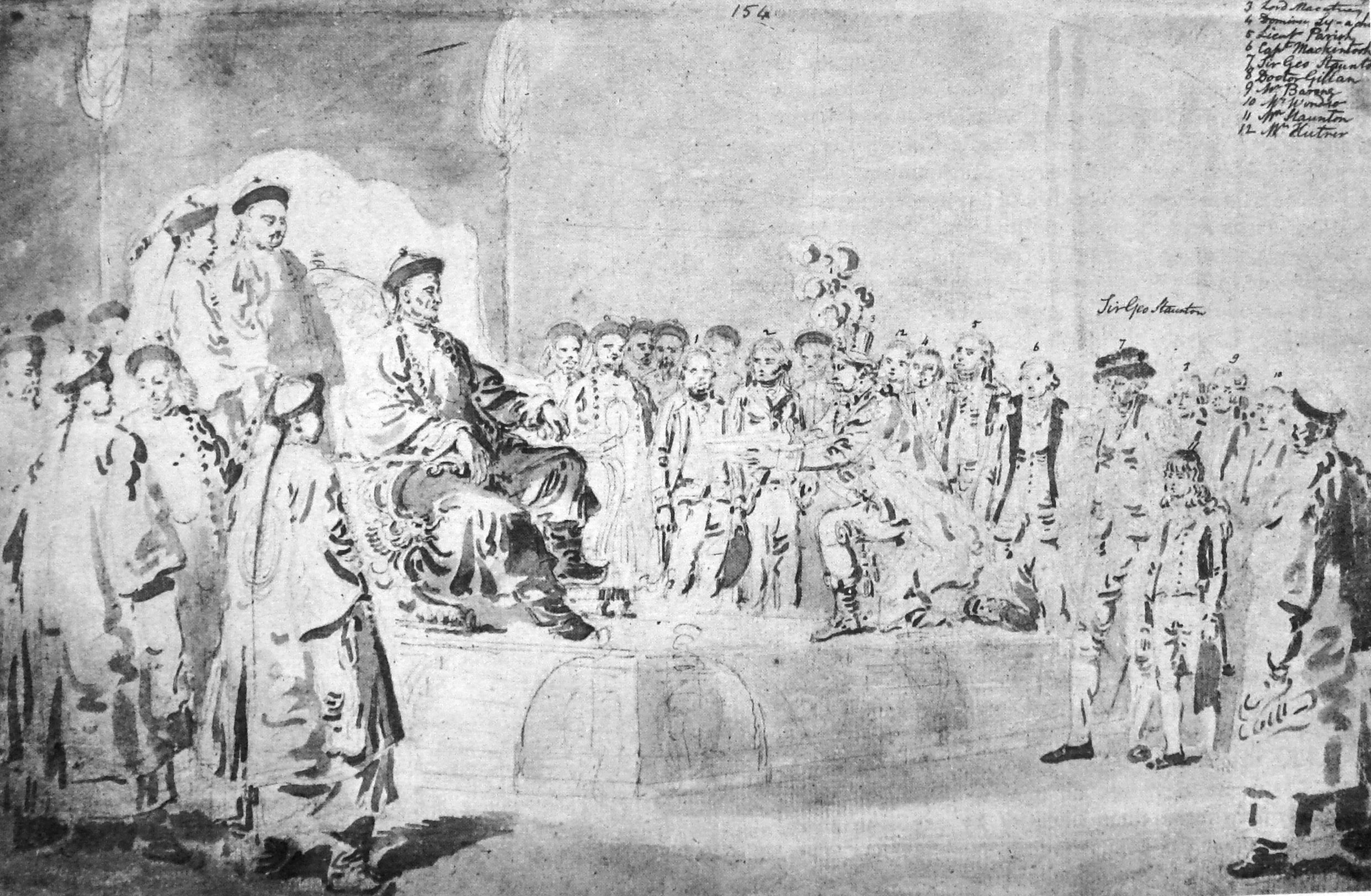
Reiseskizze von Lord Macartneys Audienz bei Kaiser Qianlong in Jehol

Die Macartney-Mission war eine 1793 vom britischen König Georg III. nach China geschickte Gesandtschaft.

## Vorgeschichte
Seit ihren ersten Vorstößen ins Reich der Mitte im Jahre 1635 war der Britischen Ostindien-Kompanie die Ausübung ihrer Handelstätigkeit vom Kaiserhof nur unter restriktiven Auflagen gestattet gewesen. Die einzigen Außenhandelshäfen waren Zhoushan, Xiamen und Kanton, ab 1760 sogar nur noch letzterer. Dort konnten sich die britischen Kaufleute aber nicht frei bewegen, sondern lebten in einer Art Ghetto und durften mit den chinesischen Handelshäusern nur über die Vermittlung der Kaufleute der Cohong-Gilde sowie vom Hof bestellter Handelsbeamter, sogenannte "Hoppo" (關部,  guan1bu4, chinesischer Zolldirektor in Kanton), kommunizieren. Dazu kamen allerlei verwaltungstechnische Schikanen sowie monopolistisch-administrative Preisfestsetzungen zulasten der Fremden.

## Verlauf

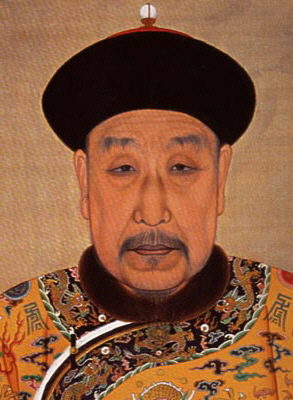
Kaiser Qianlong

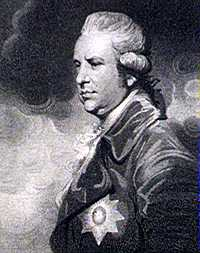
Lord Macartney

Im Zuge des Aufstiegs Englands zur weltweit operierenden Seemacht und dem damit verbundenen Selbstbewusstsein war der Hof in London entschlossen, diese Praxis zu beenden. Im September 1792 schickte er daher den diplomatisch versierten nordirischen Lord Macartney mit drei Kriegsschiffen, 66 Kanonen und einem hundertköpfigen, aus Wissenschaftlern, Künstlern, Wachen, Dienern und Chinesischlehrern bestehenden Gefolge in das Reich der Mitte. Zu den Mitgliedern der Gesandtschaft gehörten unter anderem der spätere zweite Sekretär der Admiralität John Barrow und der Deutsche Johann Christian Hüttner. Beide verfassten später einen Bericht über die Reise.
Vor der Abreise der Mission instruierte Innenminister Henry Dundas Lord Macartney über die anzustrebenden Ziele:
1. die Aushandlung eines Handels- und Freundschaftsvertrages mit China und die Aufnahme regulärer diplomatischer Beziehungen mit einer permanenten britischen Botschaft in Peking,
2. die Ausweitung des britischen Handels durch Öffnung chinesischer Häfen, in denen sich Produkte der britischen Textilindustrie verkaufen ließen,
3. den Erwerb eines kleinen Stützpunktes auf dem Festland oder einer kleinen Insel, das oder die näher an den Seide- und Tee-produzierenden Gebieten lag, als der bisherige Handelsplatz Kanton, und wo sich britische Kaufleute dauerhaft aufhalten konnten und unter britischer Jurisdiktion standen,
4. die Abschaffung des bisherigen Handelssystems in Kanton und die Zusicherung, dass es nicht wieder eingeführt würde,
5. die Öffnung neuer Absatzmärkte für zukünftige britische Produkte,
6. die Öffnung Japans und Vietnams für den britischen Handel durch Verträge.

Nach seiner Ankunft in Kanton durfte Lord Macartney, da er vorgab zu Kaiser Qianlongs 82. Geburtstag gekommen zu sein, direkt nach Tianjin weitersegeln. Die Engländer wurden schließlich am 14. September 1793 im Sommerpalast von Jehol mit großem Zeremoniell, gleichwohl aber als Gesandtschaft eines unterlegenen, tributpflichtigen Landes, empfangen.
Trotz großzügiger Gastgeschenke zog sich Lord Macartney bereits dadurch den Unmut des Kaisers zu, dass er darauf beharrte, vor dem Kaiser lediglich das Knie zu beugen, anstatt sich im protokollarisch korrekten Kotau zu Boden zu werfen. Sein Ersuchen um Aufhebung der genannten weitreichenden Handelsbeschränkungen sowie um Gestattung der Errichtung einer britischen Botschaft in Peking, wurden vom Kaiser mit freundlicher Bestimmtheit zurückgewiesen.
Am 3. Oktober 1793 wurden Lord Macartney und Begleiter wieder zum Kaiser gebeten, wo sie ein Antwortschreiben Qianlongs an König Georg III. überreicht bekamen, das in der Form eines kaiserlichen Edikts verfasst war. Die Jesuiten am Kaiserhof übersetzten den chinesischen Text ins Lateinische und von dort wurde es ins Englische übertragen.
Qianlongs Antwort ist geradezu legendär geworden: Die „demütigen“ Gaben des Königs seien nur aus Höflichkeit und Respekt angenommen worden. In Wahrheit besitze das Reich der Mitte, dem Könige aller Reiche ehrerbietig Tribut zollten, alle Dinge. „Raffinierte Gegenstände“ habe man nie sonderlich geschätzt und bedürfe in keiner Weise der Erzeugnisse Englands. Über Macartneys entschuldbare Unwissenheit hinsichtlich der chinesischen Bräuche sehe man duldsam hinweg. Die Forderungen seines Königs widersprächen aber jeglicher dynastischen Überlieferung, seien unausführbar und würden auch für England keine guten Folgen zeitigen. Jeder Versuch, außerhalb Kantons Handel treiben zu wollen, würde daher von den Qing-Beamten mit unnachsichtiger Härte bestraft werden und hätte die sofortige Ausweisung der betroffenen Kaufleute zur Folge.
Hinter dieser Antwort versteckte sich die Bemühung des Kaisers, einerseits die europäischen Kolonialmächte aus China herauszuhalten, andererseits die chinesischen Exportüberschüsse mittels Protektionismus abzusichern.

## Ergebnisse
Der Gesandtschaft blieb damit nichts anderes übrig, als sich auf dem Landweg nach Kanton zu begeben. Am 17. März 1794 stach die kleine Flottille in Begleitung portugiesischer und spanischer Schiffe von Macau aus wieder in See und traf nach einem Zwischenstopp auf St. Helena am 6. September 1794 in Portsmouth ein, wo Lord Macartney an Land ging.
Das Unternehmen hatte die Britische Ostindienkompanie ein kleines Vermögen gekostet, ohne den geringsten Erfolg zu haben. Ähnlich ergebnislos verlief 1816 die so genannte Amherst-Mission. Im Ersten Opiumkrieg (1839–1842) wurden die von Macartney erhobenen Forderungen dem Kaiserreich gewaltsam abgepresst, das ehemals gegenüber England so selbstbewusste China sollte in der Folge zu einem halbkolonialen Handelsgebiet herabgewürdigt werden.